# Jose R. Alonso
Jose R. Alonso es un físico estadounidense, codescubridor de un elemento químico producido artifialmente: el seaborgio (1974). Ha trabajado en la División de Ciencias Nucleares y en la División de Investigación en Aceleradores y Fusión del Laboratorio Lawrence Berkeley de la Universidad de California, Berkeley. Está casado con la también física Carol Travis Alonso.

## Carrera profesional
Se incorporó al grupo de investigación sobre elementos pesados del Laboratorio Lawrence Berkeley, hasta su jubilación, aunque desde la década de los 80 participó en investigaciones sobre aplicaciones de los aceleradores de partículas al campo de la salud.

## Descubrimiento del seaborgio
El seaborgio fue preparado en 1974 por bombardeo de californio con átomos de oxígeno, junto a Matti Nurmia, José R. Alonso, Albert Ghiorso, E. Kenneth Hulet, Carol T. Alonso, Ronald W. Lougheed y Glenn T. Seaborg.

## Publicaciones
Ha publicado diversos artículos científicos sobre física nuclear y aplicaciones médicas de los haces de iones acelerados:
- Element 106. A. Ghiorso, J. M. Nitschke, J. R. Alonso, C. T. Alonso, M. Nurmia, G. T. Seaborg, E. K. Hulet, y R. W. Lougheed. Physical Review Letters, volumen 33, núm. 25, 1974, pág. 1490–1493.
- High purity radioactive beams at the Bevalac. J.R. Alonso, A. Chatterjee . LBL-8951, 1979.
- Bevalac radiotherapy facility. J.R. Alonso, J. Howard . LBL-8961, 1979.
- Heavy Ion Medical Acccelerator Options. R.A. Gough, J.R. Alonso . Proceedings of Medical Workshop on Accelerators for Charged-Particle Beam Therapy, Batavia, Illinois, 24-25 de enero de 1985, pág. 91.
- Medical Applications of Nuclear Physics and Heavy-Ion Beams. José R. Alonso. Ion-Beam Technology Program. Accelerator and Fusion Research Division. Lawrence Berkeley National Laboratory. Berkeley, California. Agosto de 2000
- Status of Hadron Therapy in US. Jose R. Alonso. Lawrence Berkeley National Laboratory.
- The Transuranium People: The Inside Story. Darleane C. Hoffman, Albert Ghiorso, y Glenn T. Seaborg. Imperial College Press, Londres, 2000. Cap. 10 Pág. 300–327.